# ماكسيم لورو
ماكسيم لورو (بالفرنسية: Maxime Leroux)‏
```
هو 
ممثل
 
فرنسي
، ولد في 
26 مارس
 
1951
 في 
Sainte-Adresse
 
[الإنجليزية]
‏
 في 
فرنسا
، وتوفي في 
21 يناير
 
2010
 في 
باريس
 في 
فرنسا
 بسبب 
سرطان
.
[
1
]
```

## أعمال

### أفلام
- (1988) كميل كلوديل[2]

## وصلات خارجية
- ماكسيم لورو على موقع IMDb (الإنجليزية)
- ماكسيم لورو على موقع أول موفي (الإنجليزية)
- ماكسيم لورو على موقع قاعدة بيانات الأفلام السويدية (السويدية)
- ماكسيم لورو على موقع قاعدة بيانات الفيلم (الإنجليزية)